# 恋 (松山千春の曲)
「恋」（こい）は、松山千春が1980年1月21日にリリースした8枚目のシングルである。

## 解説
当作を以って、キャニオン・レコードから発売された最後のシングルとなった。ジャケット写真は小学館から刊行されていた「プチセブン」の提供によるものである。
1985年9月公開の映画『早春物語』の劇中に、原田知世が歌うシーンがある。
ベストアルバム「起承転結II」には、LPおよび1984年盤CD（NEWSレコード）ではオリジナル・バージョンが、1987年盤CD（アルファレコード）および1992年盤CD（日本コロムビア）では、版権の関係で、両面曲ともに飛澤宏元の編曲による再録音バージョンが収録されている。

## 収録曲
| 全作詞・作曲: 松山千春。 |              |           |            |          |      |
| #                        | タイトル     | 作詞      | 作曲・編曲 | 編曲     | 時間 |
| 1.                       | 「恋」       | 松山千春  | 松山千春   | 清須邦義 | 4:38 |
| 2.                       | 「帰ろうか」 | 松山千春  | 松山千春   | 青木望   | 4:31 |
| 合計時間:                | 合計時間:    | 合計時間: | 9:09       |          |      |

## カバー
| 曲名 | アーティスト | 収録作品                                                   | 発売日         | 備考                         |
| ---- | ------------ | ---------------------------------------------------------- | -------------- | ---------------------------- |
| 恋   | 中澤ゆうこ   | アルバム『中澤ゆうこ 第一章』                              | 1998年12月12日 |                              |
| 恋   | 吉幾三       | アルバム『いろはにほへどはやりうた(一)男ごころにおんな唄』 | 2004年2月25日  |                              |
| 恋   | 杏里         | アルバム『tears of anri 2』                                | 2008年7月16日  |                              |
| 恋   | 中森明菜     | アルバム『フォーク・ソング〜歌姫抒情歌』                   | 2008年12月24日 |                              |
| 恋   | 細川たかし   | アルバム『エンカのチカラ -GREAT 80's-』                    | 2009年4月22日  | コンピレーションアルバム     |
| 恋   | 坂本冬美     | アルバム『Love Songs 〜また君に恋してる〜』                | 2009年10月7日  |                              |
| 恋   | 島津亜矢     | アルバム『Singer』                                         | 2010年10月6日  |                              |
| 恋   | 伸太郎       | シングル『恋／銀の雨』                                     | 2013年6月30日  |                              |
| 恋   | 杜けあき     | アルバム『麗人 REIJIN -Showa Era-』                        | 2015年7月1日   | 宝塚歌劇団OGのカバーアルバム |
| 恋   | 柴田淳       | アルバム『おはこ』                                         | 2019年7月24日  |                              |
| 恋   | 清春         | アルバム『Covers』                                         | 2019年9月4日   |                              |
| 恋   | 辰巳ゆうと   | シングル「誘われてエデン/望郷」（Bタイプ）                 | 2021年1月27日  |                              |
| 恋   | 大江裕       | アルバム『TRY～大江裕J-POPを歌う～』                       | 2021年11月17日 |                              |
| 恋   | Ms.OOJA      | アルバム『流しのOOJA3 〜VINTAGE SONG COVERS〜』            | 2024年4月17日  |                              |